# أولاد رايق
قرية أولاد رايق هي إحدى القرى التابعة لمركز أسيوط في محافظة أسيوط في جمهورية مصر العربية. حسب إحصاءات سنة 2006، بلغ إجمالي السكان في أولاد رايق 4985 نسمة، منهم 2517 رجل و2468 امرأة.